# Tonna pennata
Tonna pennata är en snäckart som först beskrevs av Morch 1852.  Tonna pennata ingår i släktet Tonna och familjen tunnsnäckor. Inga underarter finns listade i Catalogue of Life.